# Большой Чилим
Большой Чилим — опустевшее село в Сурском районе Ульяновской области, входит в состав Астрадамовского сельского поселения.

## География
Находится на расстоянии примерно 42 километра по прямой на северо-восток от районного центра — посёлка Сурское.

## История
В 1913 в селе было дворов 212, жителей 1050 и деревянная Николаевская церковь (утрачена). В 1990-е годы работало ТОО «Искра». Село было известно наличием двух усадеб дворян Персияновых (с парком, мельницей и различными постройками).

## Население
Население составляло 5 человек в 2002 году (все — русские), 0 по переписи 2010 года.